# M-84AS主戰坦克
M-84AS主戰坦克是塞爾維亞研製的主戰坦克。它改良自M-84，也稱M-2001或M-84AB1。
M-84AS加強了火控系統和夜戰能力，外型與T-90多有類似可以推斷使用了俄國技術，但是重量上比較輕又換裝了較大發動機所以速度比T-90快，還裝有主動防禦系統和核生化防護裝備，目前有232輛M-84預計升級為M-84AS，2010年開始列裝，科威特與阿拉伯國家對此戰車也深表興趣，因為該車幾乎公認為T-90的一種變形版，卻又不必向俄國購得，對許多多方考量政經關係卻又慣用俄式武器的國家為一種另類選擇。

## 使用国
- 塞爾維亞

塞尔维亚军方计划将现役的232辆M-84主战坦克升级为M-84AS

## 性能诸元
- 乘员：3名（指挥官，炮手和驾驶员)
- 战斗全重：45吨
- 长度:6.86米
- 宽度：3.73米
- 高度：2.23米
- 发动机：V-46TK、V-46TK1
- 发动机输出功率：1000馬力（V-46TK）或1200馬力（V-46TK1)
- 最大行程：500〜650公里

### 武器裝備
- 125毫米2A46M滑膛炮，可發射9M119M「反射」式反坦克導彈
- 12.7毫米M-87防空机枪
- 7.62毫米M-86同轴机枪

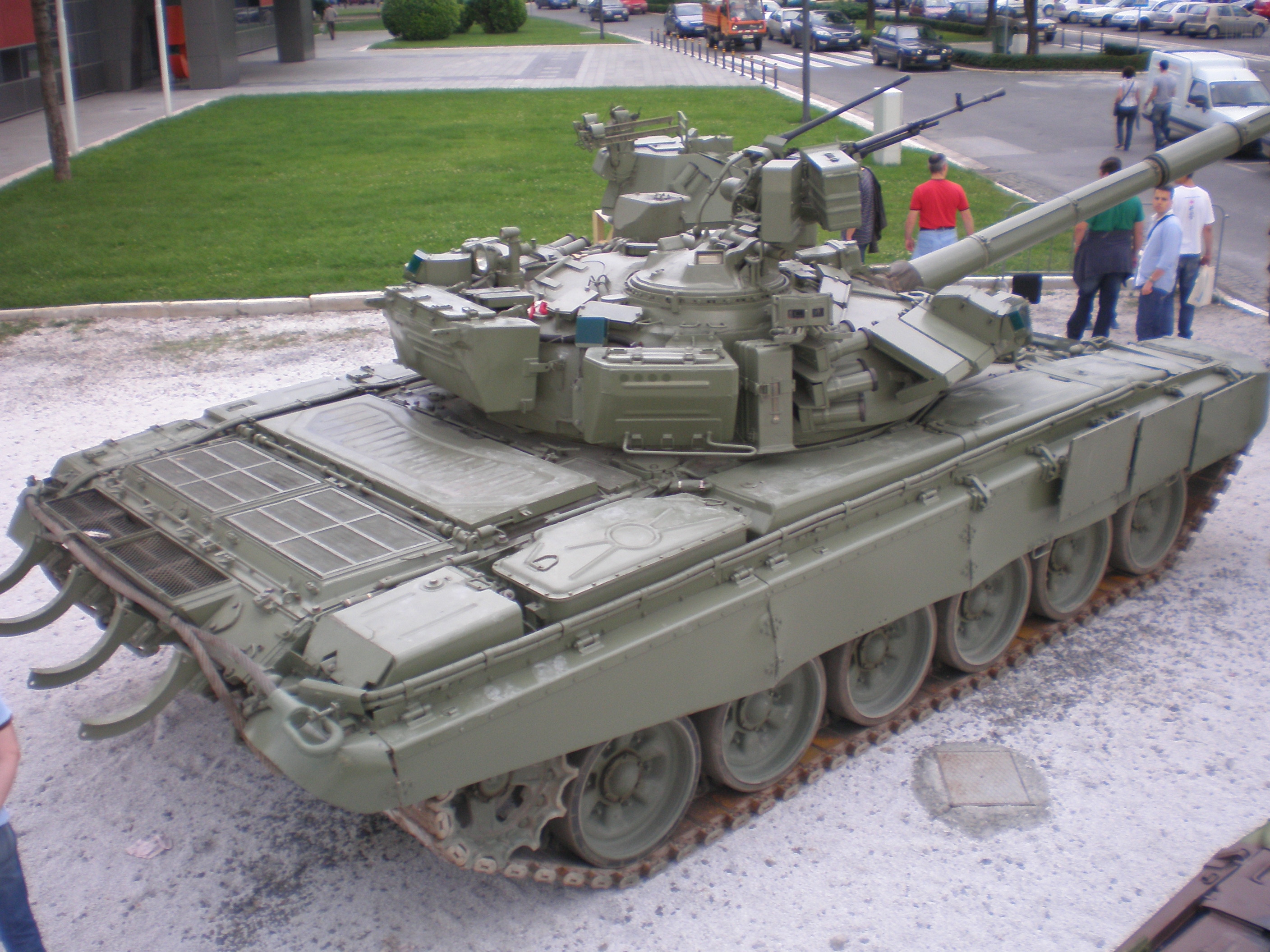
後部
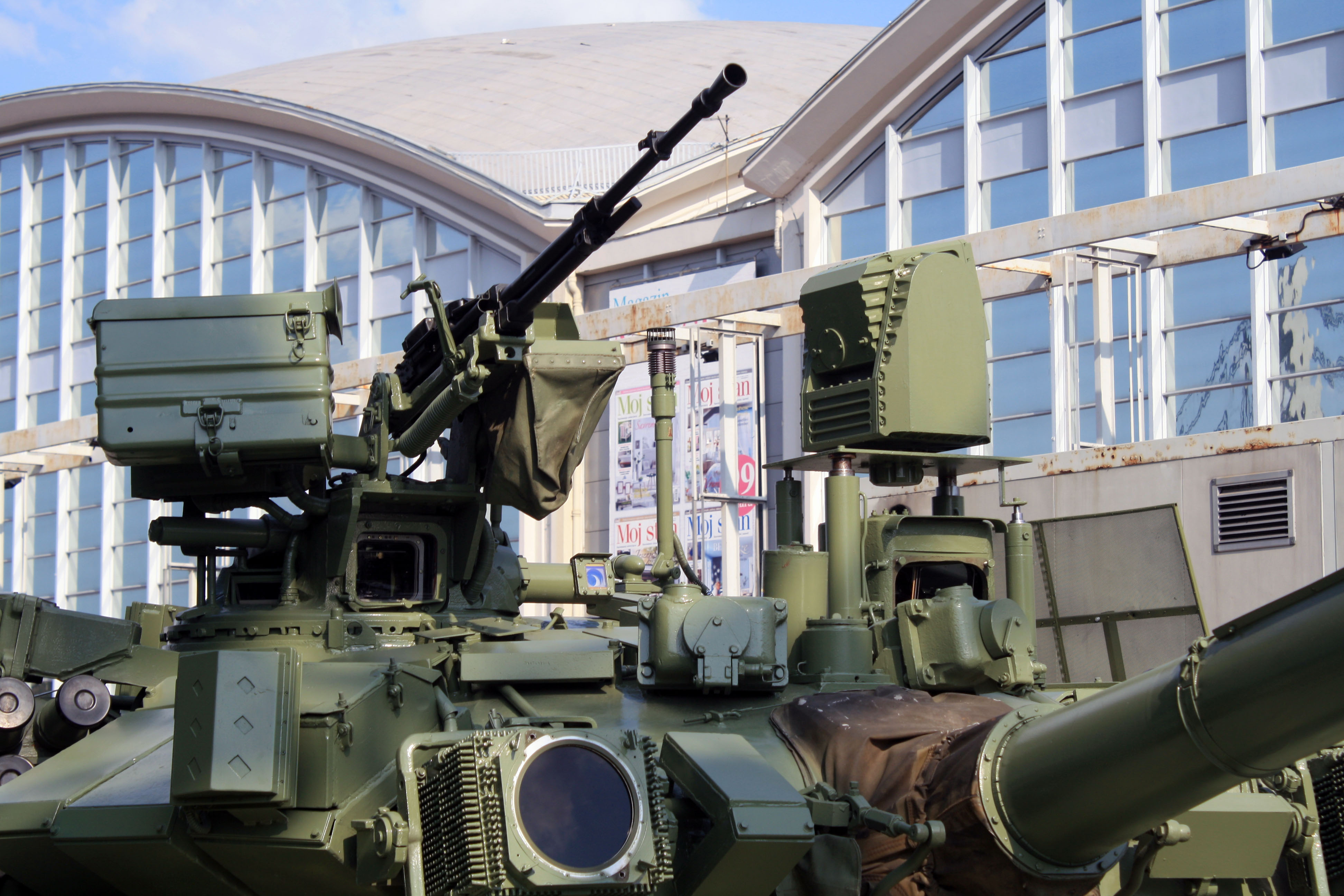
機槍塔
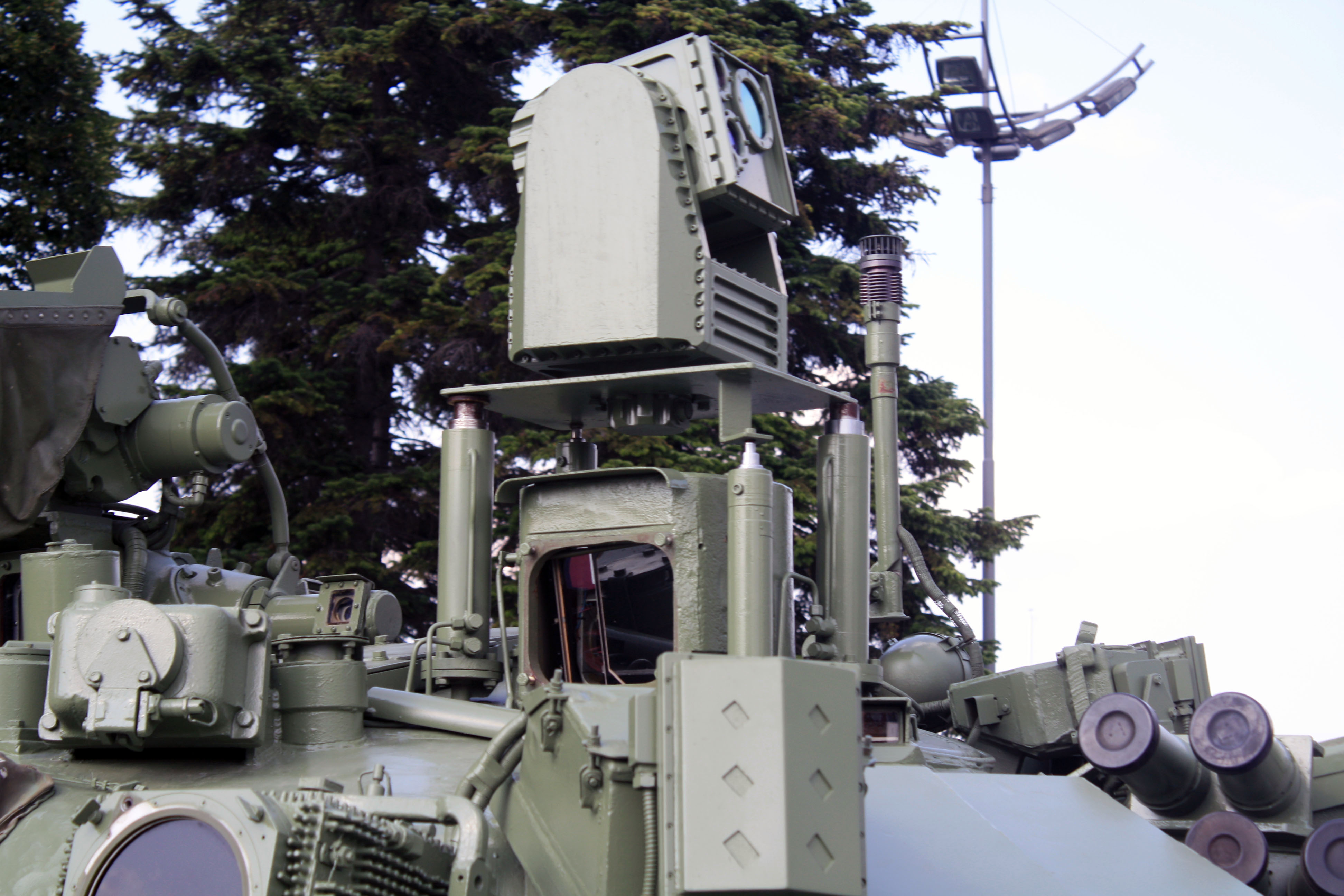
車長觀瞄器